# سراقب
سراقب (به عربی: سراقب) شهری در شمال غربی سوریه است این شهر در شرق استان ادلب واقع شده‌است. در جریان جنگ داخلی سوریه، این شهر در سال ۲۰۱۲ به دست شورشیان افتاد و در سال ۲۰۲۰ به کنترل ارتش سوریه درآمد.
در سال ۲۰۰۴ جمعیت این شهر ۳۲٬۴۹۵ بوده‌است. ساکنان آن عمدتاً مسلمانان سنی هستند.

## جنگ داخلی سوریه
شهر سراقب در محل تلاقی دو بزرگراه استراتژیک M4 و M5 قرار دارد. این بزرگراه استراتژیک حلب را به دمشق، پایتخت متصل می‌کند و تا مرز اردن ادامه دارد. از زمان شروع جنگ داخلی سوریه، از آوریل ۲۰۱۱، این شهر شاهد مخالفت‌های مردمی با دولت بشار اسد بوده‌است. همچنین دیدبان حقوق بشر سوریه ادعا کرد که بیش از ۲۰۰ مظنون طرفدار دولت در زمانی دستگیر شدند که نیروهای امنیتی سوریه سراقب را در ۱۱ اوت ۲۰۱۱ تصرف کرده بودند.
نیروهای دولتی سوریه این شهر را در نبرد سراقب در ۲۴ تا ۲۷ مارس ۲۰۱۲ بازپس گرفتند. در ۱۹ ژوئیه ۲۰۱۲، حداقل ۲۵ نفر در جریان درگیری ارتش سوریه و ارتش آزاد سوریه کشته شدند. بین ۳۰ اکتبر و ۱ نوامبر ۲۰۱۲، جبهه النصره و لواء داود (واحدی از صقور الشام) حمله‌ای به سه ایست بازرسی دولتی در ورودی‌های شهر انجام دادند.
در تاریخ ۲۳ ژانویه ۲۰۱۷، احرار الشام سراقب را از کنترل جبهه فتح شام خارج کرد. در ۱۹ ژوئیه ۲۰۱۷ هیئت تحریر شام (اتحاد جبهه فتح شام و چند گروه شورشی دیگر)، شهر را از احرار الشام بازپس گرفت. سراقب در ۱۲ سپتامبر ۲۰۱۷ توسط جنگنده‌های سوریه و روسیه بمباران شد.
در ۳ فوریه ۲۰۱۸، با سرنگون شدن یک جنگنده روسیه توسط شورشیان در این شهر، یک خلبان روس نیز کشته شد هر چند که به گفته برخی منابع، این خلبان روس با منفجر کردن نارنجک خود برای جلوگیری از دستگیری، خودکشی کرد.
در تاریخ ۱۵ اکتبر ۲۰۱۸، شورای نگهبان دین که شعبه القاعده در سوریه است ویدیویی را منتشر کرد که در آن پلیس مذهبی این گروه در سراقب، با صدای بلند در شهر رانندگی می‌کند و مردم را به پایبندی به شریعت فرا می‌خواند.
در ژوئیه ۲۰۱۹، هیئت تحریر شام به پایگاه داعش در این شهر یورش برد و چندین نفر از جمله یک فرد مرتبط با ابوبکر بغدادی رهبر داعش را دستگیر کرد.
در ۶ فوریه ۲۰۲۰، ارتش سوریه کنترل سراقب را به دست گرفت. اما در ۲۷ فوریه ۲۰۲۰ شورشیان سوری، مجدداً کنترل شهر سراقب را به دست گرفتند. سرانجام در ۱ مارس ۲۰۲۰، سراقب بار دیگر تحت کنترل ارتش سوریه قرار گرفت.

## خصوصیات
سراقب ۳۲٬۴۹۵ نفر جمعیت دارد و ۳۷۰ متر بالاتر از سطح دریا واقع شده‌است.